# Greta alphesiboea
Greta alphesiboea är en fjärilsart som beskrevs av William Chapman Hewitson 1869. Greta alphesiboea ingår i släktet Greta och familjen praktfjärilar. Inga underarter finns listade i Catalogue of Life.

## Bildgalleri

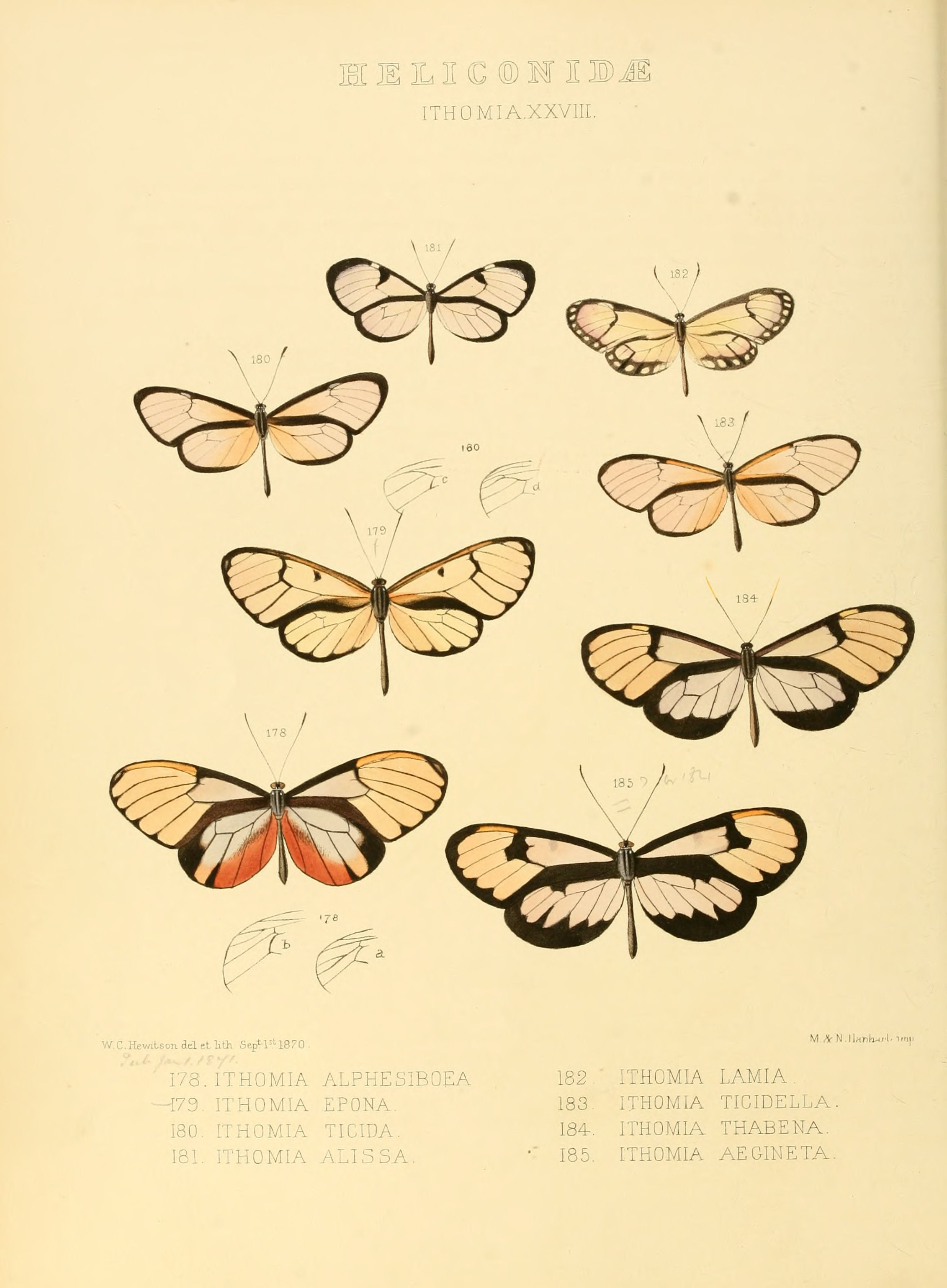